# إنويندو (ألبوم)
إنويندو (بالإنجليزية: Innuendo)‏ هو الألبوم التسجيلي الرابع عشر لفرقة الروك البريطانية كوين، وأصدر في 5 فبراير 1991 على علامة بارلوفون في المملكة المتحدة وتسجيلات هوليوود في الولايات المتحدة. تم إنتاجه من قبل ديفيد ريتشاردز والفرقة، وكان آخر ألبوم تسجيلي تصدره الفرقة في حياة فريدي ميركوري وآخر ألبوم حتى الآن يحتوي أغاني جديدة بكامله. تصدّر الألبوم قائمة ألبومات المملكة المتحدة لأسبوعين، كما تصدّر قائمة الألبومات في إيطاليا وهولندا وألمانيا وسويسرا، حيث بقي في المركز الأول في هذه البلدان لمدة ثلاثة أسابيع، وأربعة أسابيع، وستة أسابيع، وثمانية أسابيع، على التوالي. وكان أول ألبوم للفرقة ينال تصنيف الذهب في الولايات المتحدة عند إصداره منذ ألبوم ذا ووركس في عام 1984.
تم تسجيل الألبوم بين مارس 1989 ونوفمبر 1990.  وفي ربيع عام 1987، تم تشخيص ميركوري بمرض الإيدز، رغم أنه أبقى أمر مرضه سرا على الجمهور ونفى العديد من التقارير الإعلامية التي تفيد بأنه يعاني من أي مرض خطير. كان هدف الفرقة والمنتجين إصدار الألبوم في نوفمبر أو ديسمبر للاستفادة من سوق عيد الميلاد، ولكن تدهور صحة ميركوري أخر الأمر حتى فبراير 1991. قد يعتبر إنويندو عودة الفرقة إلى جذورها، بصوتبموسيقى الروك الصافية، والتركيب الموسيقي المعقد (أغنية العنوان)، وأغاني المخدرات ("I'm Going Slightly Mad")، وغناء ميركوري الضعيف نوعا ما والذي يتراوح بين ثلاثة أوكتافات (فا 2 - لا 5).  توفي ميركوري بعد تسعة أشهر من إصدار الألبوم بسبب الالتهاب الرئوي الشعبي الناجم عن الإيدز.
تم تصميم غلاف الألبوم من قبل كوين وريتشارد جراي. وتم تصميم الكتيبات وأغلفة الأغاني المنفردة من الألبوم من قبل غراندفيل أو أنها مستوحاة من رسومه التوضيحية. تم وضع إنويندو في المرتبة 94 في تصويت الجمهور على أفضل الألبومات على الإطلاق في استطلاع وطني أجرته هيئة الإذاعة البريطانية في عام 2006. 

## روابط خارجية
- إنويندو على موقع أول موفي (الإنجليزية)